# Nuevo Paraíso, Motozintla
Nuevo Paraíso är en ort i Mexiko.   Den ligger i kommunen Motozintla och delstaten Chiapas, i den sydöstra delen av landet, 900 km sydost om huvudstaden Mexico City. Nuevo Paraíso ligger 528 meter över havet och antalet invånare är 292.
Terrängen runt Nuevo Paraíso är varierad. Runt Nuevo Paraíso är det tätbefolkat, med 297 invånare per kvadratkilometer. Närmaste större samhälle är Huixtla, 12,2 km söder om Nuevo Paraíso. I omgivningarna runt Nuevo Paraíso växer i huvudsak städsegrön lövskog.